# École polytechnique fédérale de Bahia
L'École polytechnique fédérale de Bahia (en portugais : Escola Politécnica da Bahia) est une école qui appartient à l'UFBA (université fédérale de Bahia), publique, située à Salvador au Brésil. 